# W Ursae Majoris
W Ursae Majoris è una stella binaria nella costellazione dell'Orsa Maggiore, distante 162 anni luce dal Sole. La sua magnitudine apparente varia da +7,75 a + 8,48. È il prototipo delle binarie ad eclisse di tipo W Ursae Majoris, la sua variabilità fu scoperta nel 1903 dagli astronomi tedeschi Gustav Müller e Paul Kempf. Questo tipo di binarie sono caratterizzate da due stelle così a stretto contatto tra loro da condividere gli strati atmosferici più esterni. Per questo motivo questo tipo di sistemi sono chiamati anche binarie a contatto.

## Caratteristiche fisiche

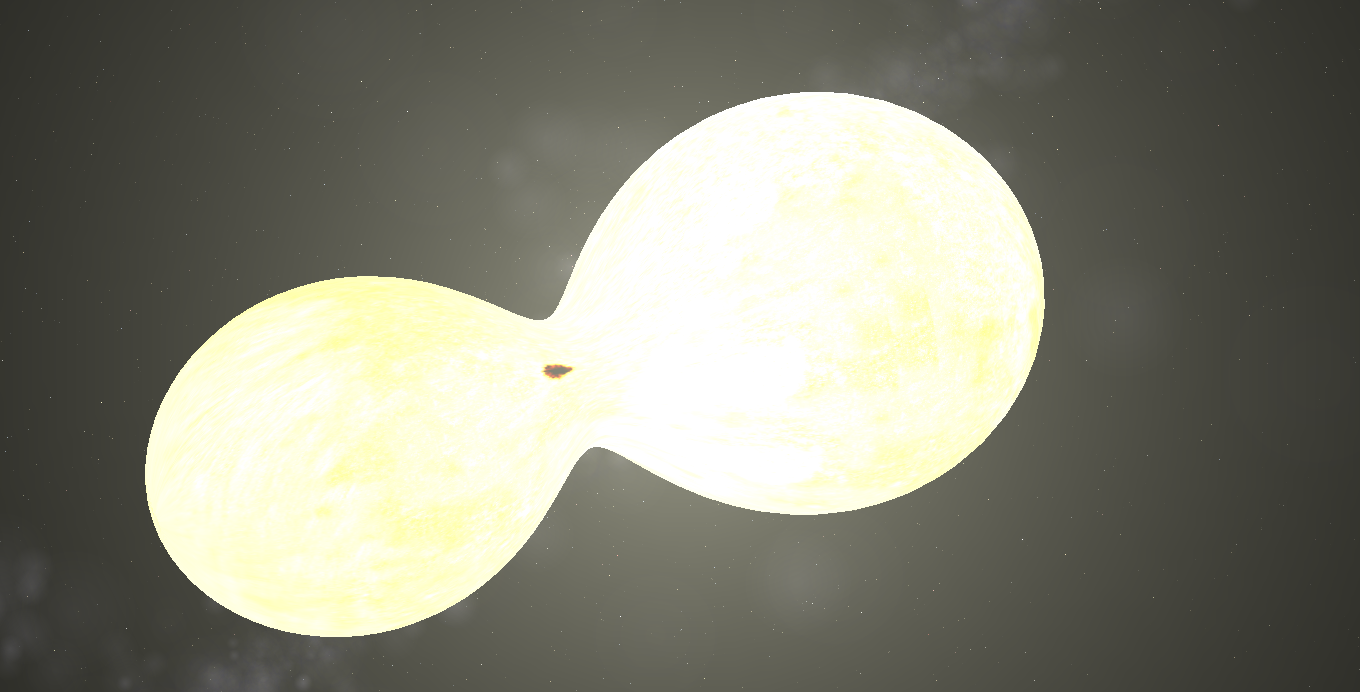
Rappresentazione artistica di W Ursae Majoris.

Condividendo l'atmosfera esterna, le componenti hanno lo stesso tipo spettrale, F8Vp: entrambe le stelle sono dunque nane gialle. La principale, di massa 1,19 volte quella solare, ha un raggio e una luminosità leggermente maggiori, mentre la secondaria, di 0,57 masse solari, ha un raggio 0,83 volte quello del Sole ed emette la stessa luminosità.
Le componenti hanno la forma di "goccia", in quanto ognuna delle due è allungata in direzione della compagna; gli strati più esterni vengono a contatto reciproco e si generano moti convettivi comuni alle due stelle. Il periodo orbitale, di 8 ore e 23 secondi, pare che dal 1903 sia cambiato; questo potrebbe dipendere dal trasferimento di massa occorso tra le due stelle e dai campi magnetici presenti, peraltro comuni in binarie di questo tipo.
A differenza di altre binarie a eclisse, come quelle di tipo Algol, non c'è un momento preciso di inizio e fine delle eclissi, a causa dell'estrema vicinanza delle due componenti. Si riscontrano tuttavia due minimi in un periodo di 8 ore e 23 secondi; un calo di 0,73 magnitudini quando è eclissata la primaria e di 0,68 quando è la secondaria ad essere eclissata.